# Afroestricus varipes
Afroestricus varipes là một loài ruồi trong họ Asilidae. Afroestricus varipes được Curran miêu tả năm 1927.